# Coupe panaméricaine masculine de volley-ball 2010
Navigation
Santo Domingo 2009 Gatineau 2011
La 5e édition de la Coupe panaméricaine de volley-ball masculin se déroule du 24 mai au 29 mai 2010 à San Juan à Porto Rico.

## Équipes qualifiées
| - République dominicaine - Mexique - États-Unis - Canada - Brésil | - Porto Rico - Colombie - Venezuela - Argentine |

## Déroulement de la compétition

### Tour préliminaire

#### Composition des poules
| Poule A                | Poule B                       | Poule C                                    |
| ---------------------- | ----------------------------- | ------------------------------------------ |
| Brésil Colombie Canada | Porto Rico Mexique États-Unis | République dominicaine Argentine Venezuela |

#### Poule A
| # | Équipe   | Pts | J | G | P | Sp | Sc | Ratio | Pp  | Pc  | Ratio |
| - | -------- | --- | - | - | - | -- | -- | ----- | --- | --- | ----- |
| 1 | Brésil   | 4   | 2 | 2 | 0 | 6  | 3  | 2     | 200 | 181 | 1.105 |
| 2 | Canada   | 3   | 2 | 1 | 1 | 5  | 3  | 1.667 | 179 | 157 | 1.14  |
| 3 | Colombie | 2   | 2 | 0 | 2 | 1  | 6  | 0.167 | 136 | 177 | 0.768 |

#### Poule B
| # | Équipe     | Pts | J | G | P | Sp | Sc | Ratio | Pp  | Pc  | Ratio |
| - | ---------- | --- | - | - | - | -- | -- | ----- | --- | --- | ----- |
| 1 | États-Unis | 4   | 2 | 2 | 0 | 6  | 3  | 2     | 204 | 188 | 1.085 |
| 2 | Porto Rico | 3   | 2 | 1 | 1 | 4  | 4  | 1     | 181 | 180 | 1.006 |
| 3 | Mexique    | 2   | 2 | 0 | 2 | 3  | 6  | 0.5   | 189 | 206 | 0.917 |

#### Poule C
| # | Équipe                 | Pts | J | G | P | Sp | Sc | Ratio | Pp  | Pc  | Ratio |
| - | ---------------------- | --- | - | - | - | -- | -- | ----- | --- | --- | ----- |
| 1 | Argentine              | 4   | 2 | 2 | 0 | 6  | 0  | MAX   | 151 | 119 | 1.269 |
| 2 | République dominicaine | 3   | 2 | 1 | 1 | 3  | 3  | 1     | 140 | 130 | 1.077 |
| 3 | Venezuela              | 2   | 2 | 0 | 2 | 0  | 6  | 0     | 108 | 150 | 0.72  |

### Tour final

#### Classement 1-4
|  | Quarts de finale                        | Quarts de finale            |                                         |                                         | Demi-finales                | Demi-finales                |  |  | Finale                      | Finale                      |
|  | Quarts de finale                        | Quarts de finale            |                                         |                                         | Demi-finales                | Demi-finales                |  |  | Finale                      | Finale                      |
|  |                                         |                             |                                         |                                         |                             |                             |  |  |                             |                             |
|  | 27.05.10, 25-14 25-18 25-18             | 27.05.10, 25-14 25-18 25-18 |                                         |                                         | 28.05.10, 24-26 24-26 18-25 | 28.05.10, 24-26 24-26 18-25 |  |  | 29.05.10, 25-23 25-21 30-28 | 29.05.10, 25-23 25-21 30-28 |
|  | 27.05.10, 25-14 25-18 25-18             | 27.05.10, 25-14 25-18 25-18 |                                         |                                         | 28.05.10, 24-26 24-26 18-25 | 28.05.10, 24-26 24-26 18-25 |  |  | 29.05.10, 25-23 25-21 30-28 | 29.05.10, 25-23 25-21 30-28 |
|  | 27.05.10, 25-14 25-18 25-18             | 27.05.10, 25-14 25-18 25-18 | Brésil                                  | 0                                       |                             |                             |  |  | 29.05.10, 25-23 25-21 30-28 | 29.05.10, 25-23 25-21 30-28 |
|  | États-Unis                              | 3                           | Brésil                                  | 0                                       |                             |                             |  |  | 29.05.10, 25-23 25-21 30-28 | 29.05.10, 25-23 25-21 30-28 |
|  | États-Unis                              | 3                           | États-Unis                              | 3                                       |                             |                             |  |  | 29.05.10, 25-23 25-21 30-28 | 29.05.10, 25-23 25-21 30-28 |
|  | République dominicaine                  | 0                           | États-Unis                              | 3                                       |                             |                             |  |  | 29.05.10, 25-23 25-21 30-28 | 29.05.10, 25-23 25-21 30-28 |
|  | République dominicaine                  | 0                           | 28.05.10, 29-27 25-23 20-25 22-25 10-15 | 28.05.10, 29-27 25-23 20-25 22-25 10-15 | États-Unis                  | 3                           |  |  |                             |                             |
|  | 27.05.10, 23-25 25-17 22-25 30-28 14-16 |                             | 28.05.10, 29-27 25-23 20-25 22-25 10-15 | 28.05.10, 29-27 25-23 20-25 22-25 10-15 | États-Unis                  | 3                           |  |  |                             |                             |
|  |                                         | Argentine                   | 28.05.10, 29-27 25-23 20-25 22-25 10-15 | 28.05.10, 29-27 25-23 20-25 22-25 10-15 | 0                           |                             |  |  |                             |                             |
|  | Canada                                  | Argentine                   | 28.05.10, 29-27 25-23 20-25 22-25 10-15 | 28.05.10, 29-27 25-23 20-25 22-25 10-15 | 0                           | 2                           |  |  |                             |                             |
|  | Canada                                  | Porto Rico                  | 2                                       |                                         |                             | 2                           |  |  |                             |                             |
|  | Porto Rico                              | Porto Rico                  | 2                                       | 3                                       |                             |                             |  |  |                             |                             |
|  | Porto Rico                              | Argentine                   | 3                                       | 3                                       |                             |                             |  |  |                             |                             |
|  |                                         | Argentine                   | 3                                       | Match pour la 3e place                  |                             |                             |  |  |                             |                             |
|  |                                         |                             |                                         |                                         |                             |                             |  |  |                             |                             |
|  | 29.05.10, 18-25 17-25 25-16 17-25       |                             |                                         |                                         |                             |                             |  |  |                             |                             |
|  |                                         |                             |                                         |                                         |                             |                             |  |  |                             |                             |
|  | Brésil                                  | 1                           |                                         |                                         |                             |                             |  |  |                             |                             |
|  | Brésil                                  | 1                           |                                         |                                         |                             |                             |  |  |                             |                             |
|  | Porto Rico                              | 3                           |                                         |                                         |                             |                             |  |  |                             |                             |
|  | Porto Rico                              | 3                           |                                         |                                         |                             |                             |  |  |                             |                             |

## Classement final
| Place              | Équipe                 |
| ------------------ | ---------------------- |
| Médaille d'or      | États-Unis             |
| Médaille d'argent  | Argentine              |
| Médaille de bronze | Porto Rico             |
| 4                  | Brésil                 |
| 5                  | Canada                 |
| 6                  | République dominicaine |
| 7                  | Mexique                |
| 8                  | Colombie               |
| 9                  | Venezuela              |

## Distinctions individuelles
- MVP : Jayson Jablonsky
- Meilleur marqueur : Victor Rivera
- Meilleur attaquant : Jayson Jablonsky
- Meilleur contreur : Gustavo Bonatto
- Meilleur serveur : Mariano Giustiniano
- Meilleur libéro : Gregory Berrios
- Meilleur réceptionneur : Gregory Berrios
- Meilleur défenseur : Mario Becerra
- Meilleur passeur : Pedro Rangel
- Meilleur espoir : Henderson Espinoza